# Conacul Marghiloman din Buzău
Conacul Marghiloman din Buzău este un ansamblu de monumente istorice aflat în Parcul Marghiloman din municipiul Buzău.
Ansamblul este format din următoarele monumente:
- Vila Albatros (cod LMI BZ-II-m-B-02347.01)
- Clădiri anexe (cod LMI BZ-II-m-B-02347.02)

## Vila Albatros
În curs de restaurare, ansamblul a fost construit în mai multe etape în a doua jumătate a sec. al XIX-lea (cca. 1884), proprietar fiind Ion Marghiloman.  Ansamblul este constituit din ,,Vila Albatros", operă a arh. Paul Gottereau, un corp secundar și grajduri, în cadrul unui imens parc dendrologic. Clădirile au fost abandonate în anul 1985 și se află în stare precară de conservare. Denumită astfel după numele calului preferat, un armăsar arab, din herghelia lui Alexandru Marghiloman.

## Galerie

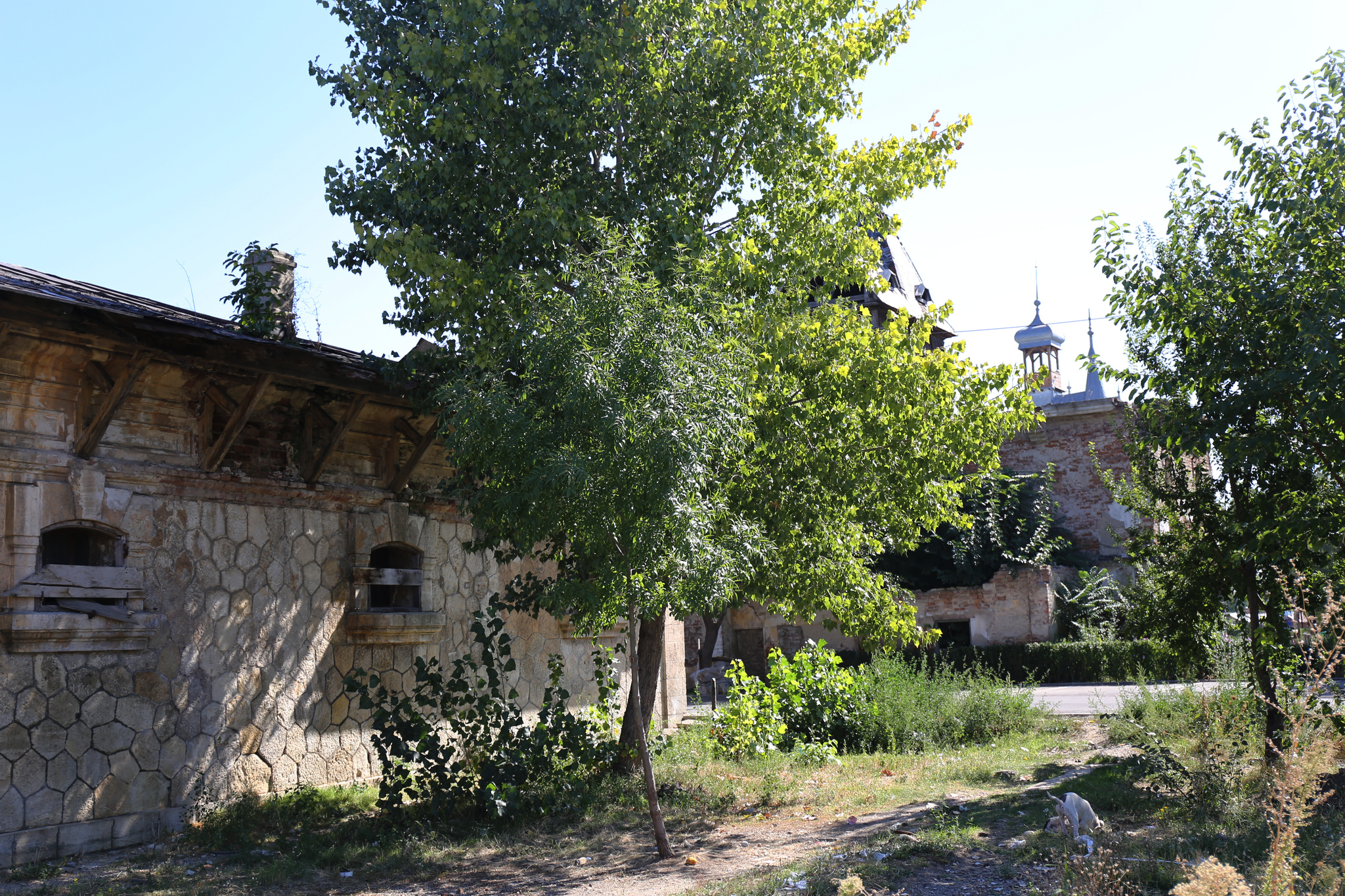
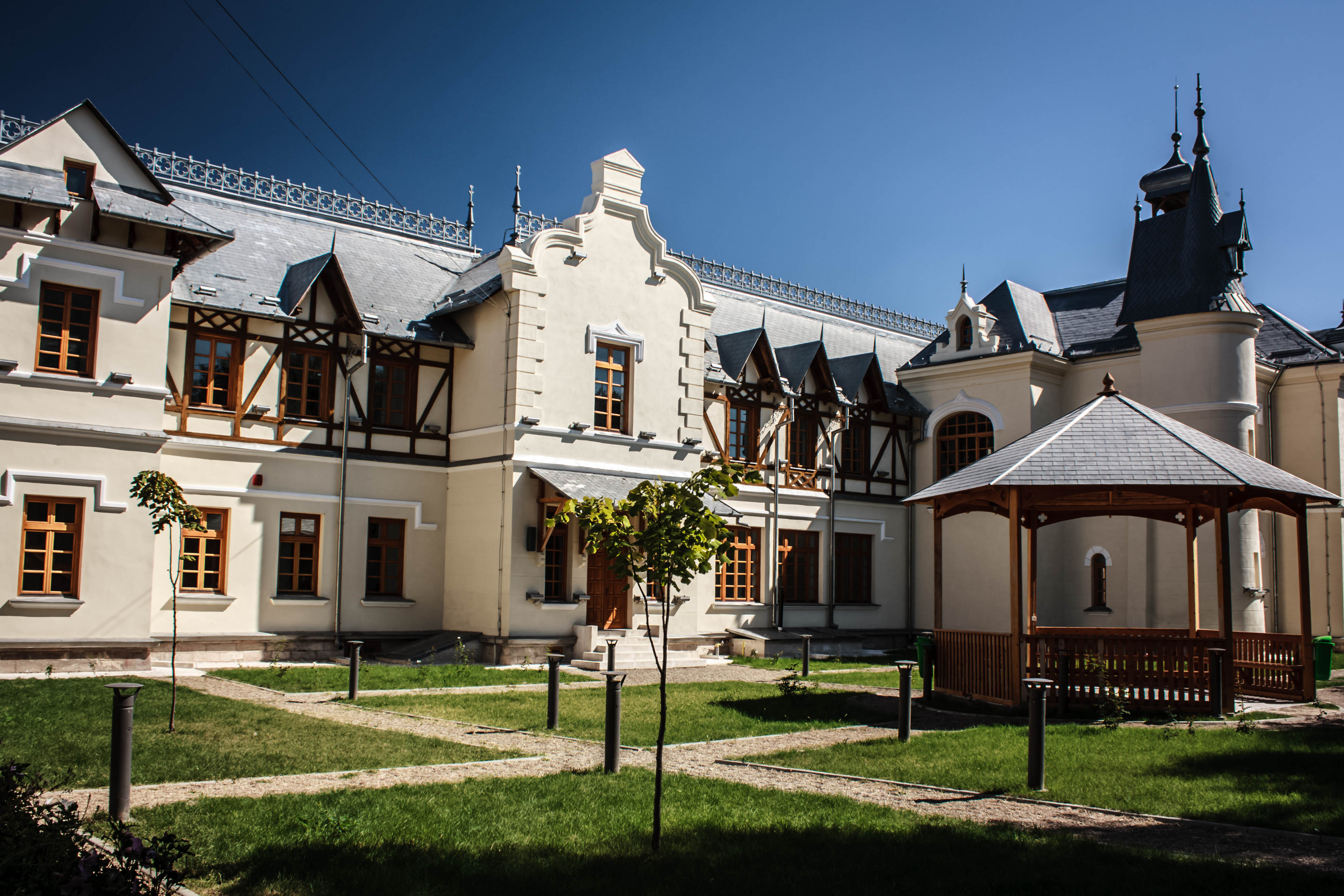
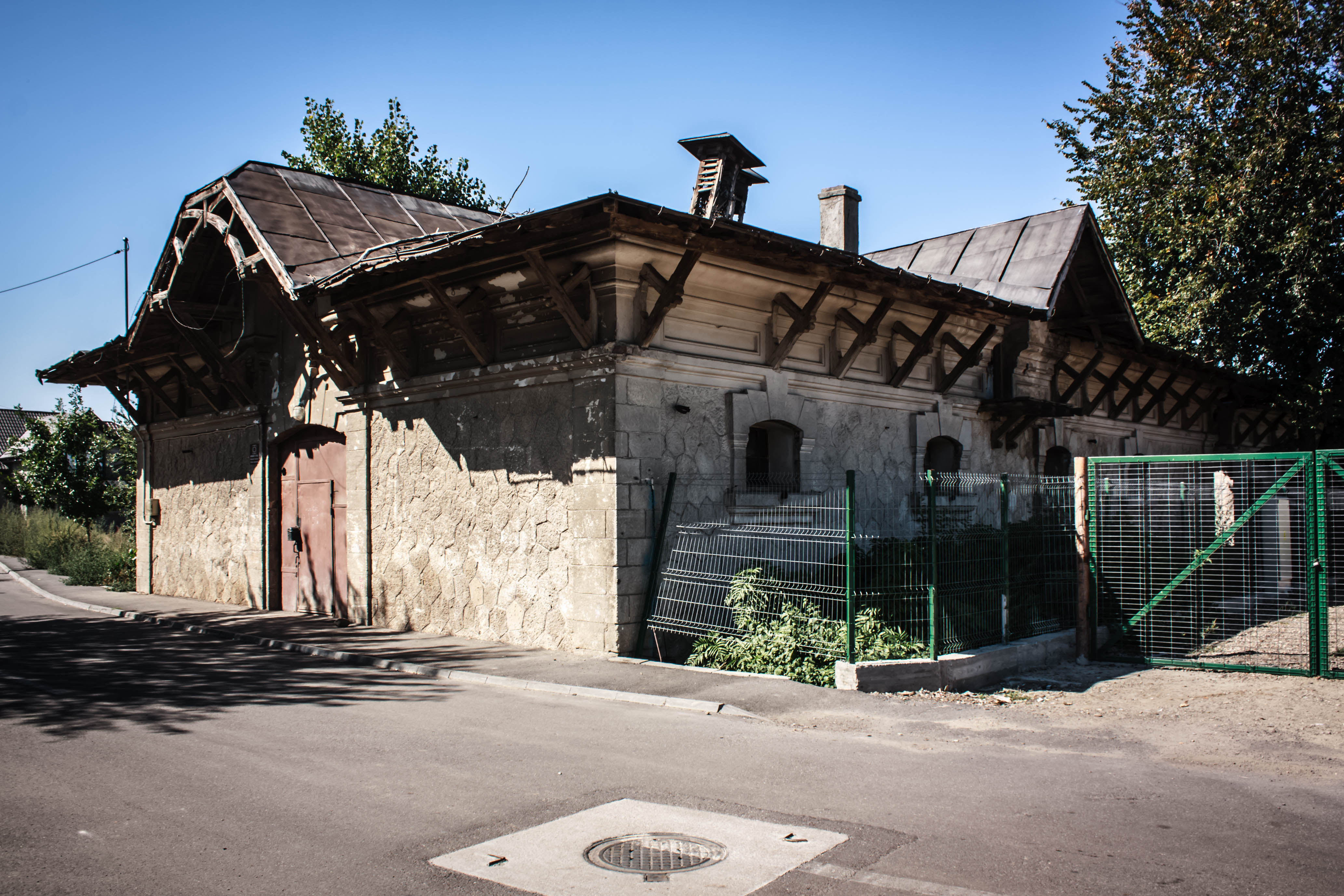
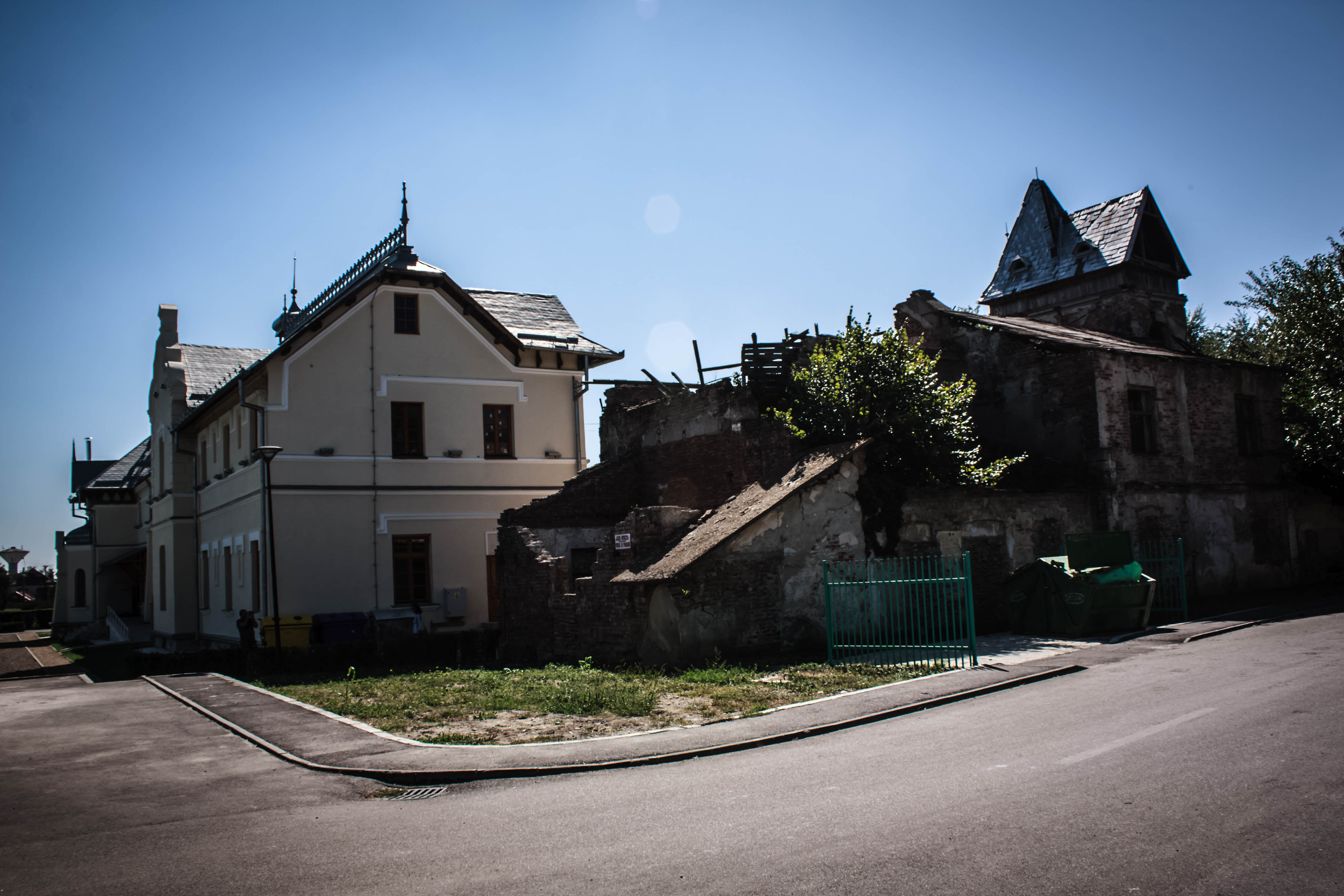
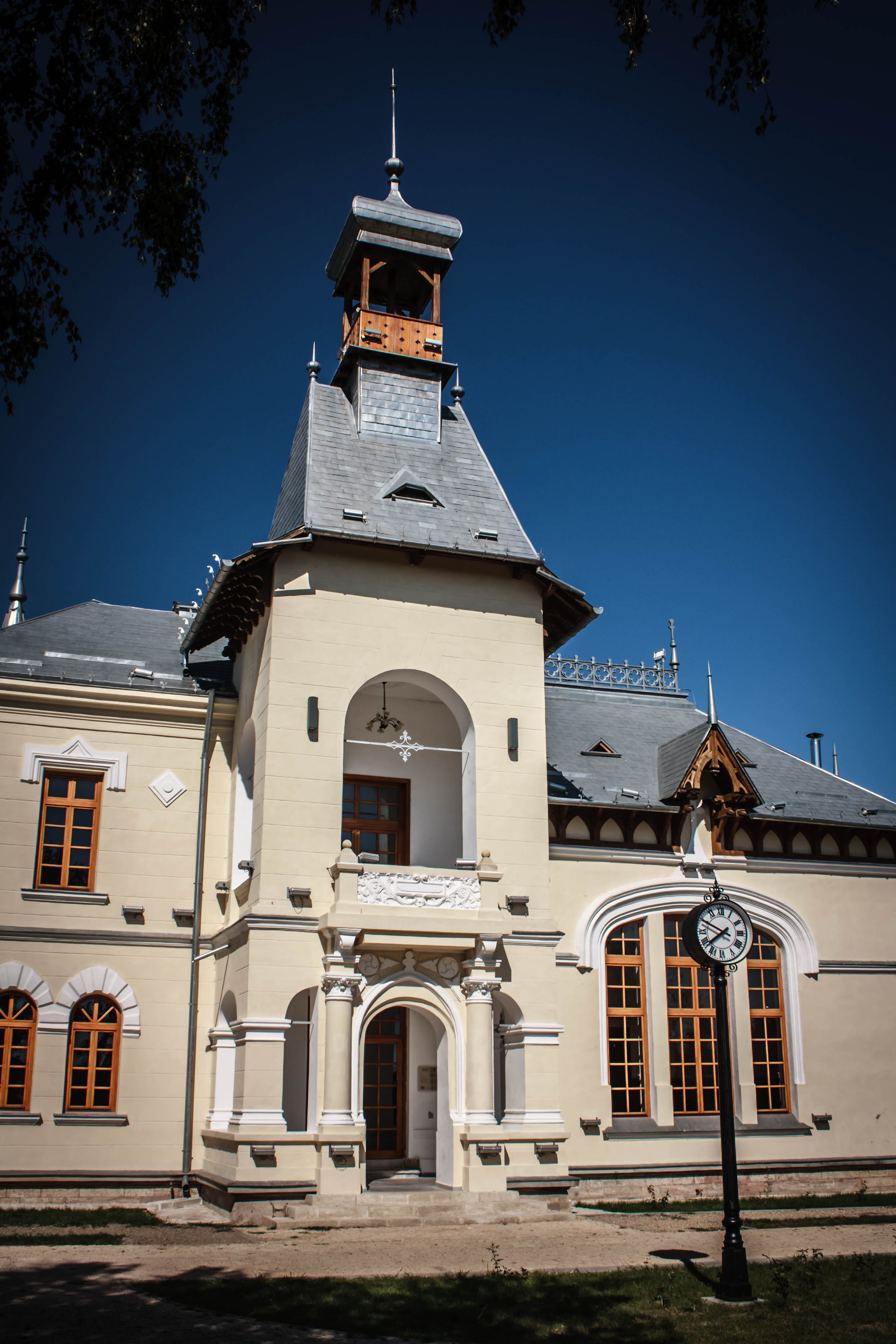
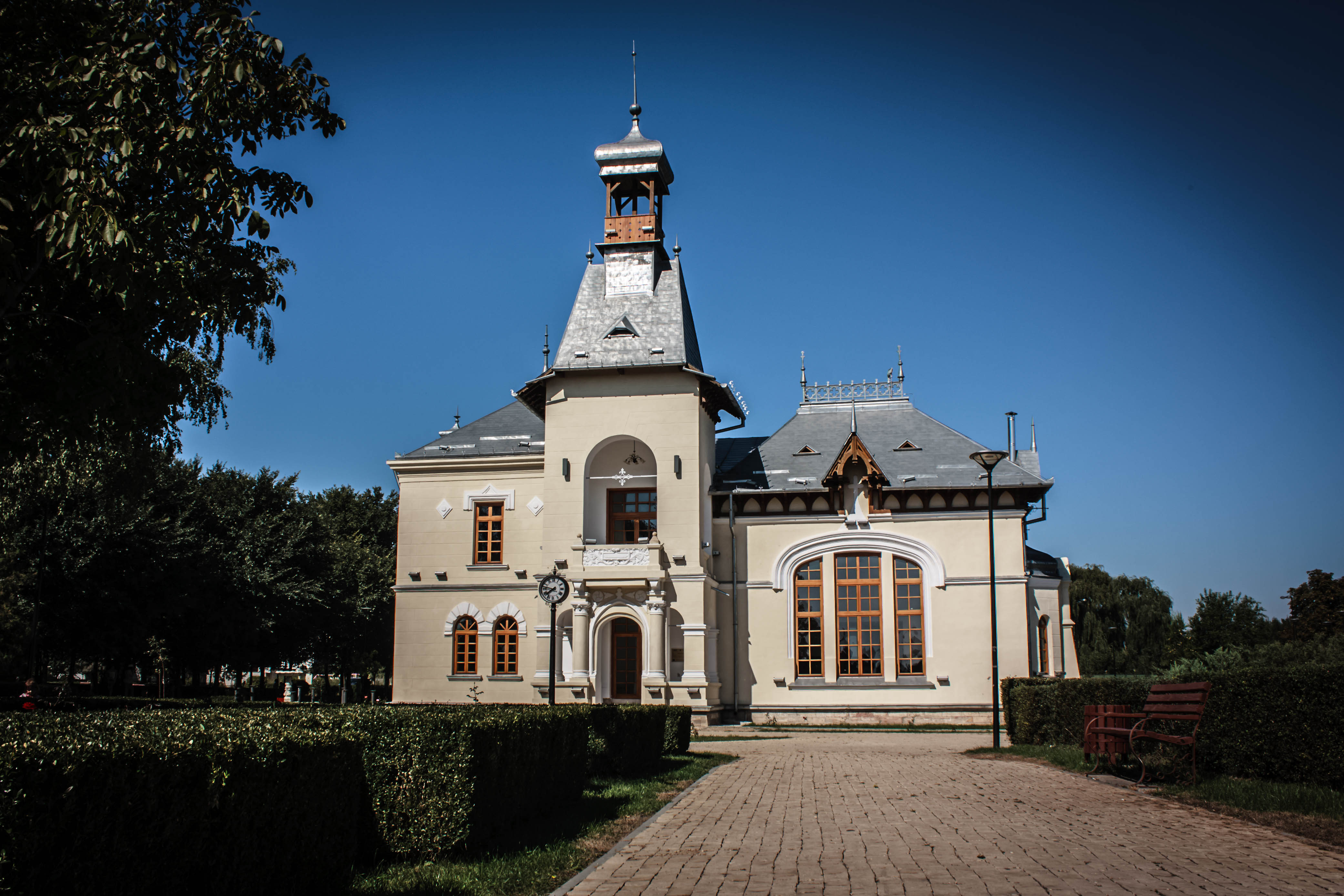
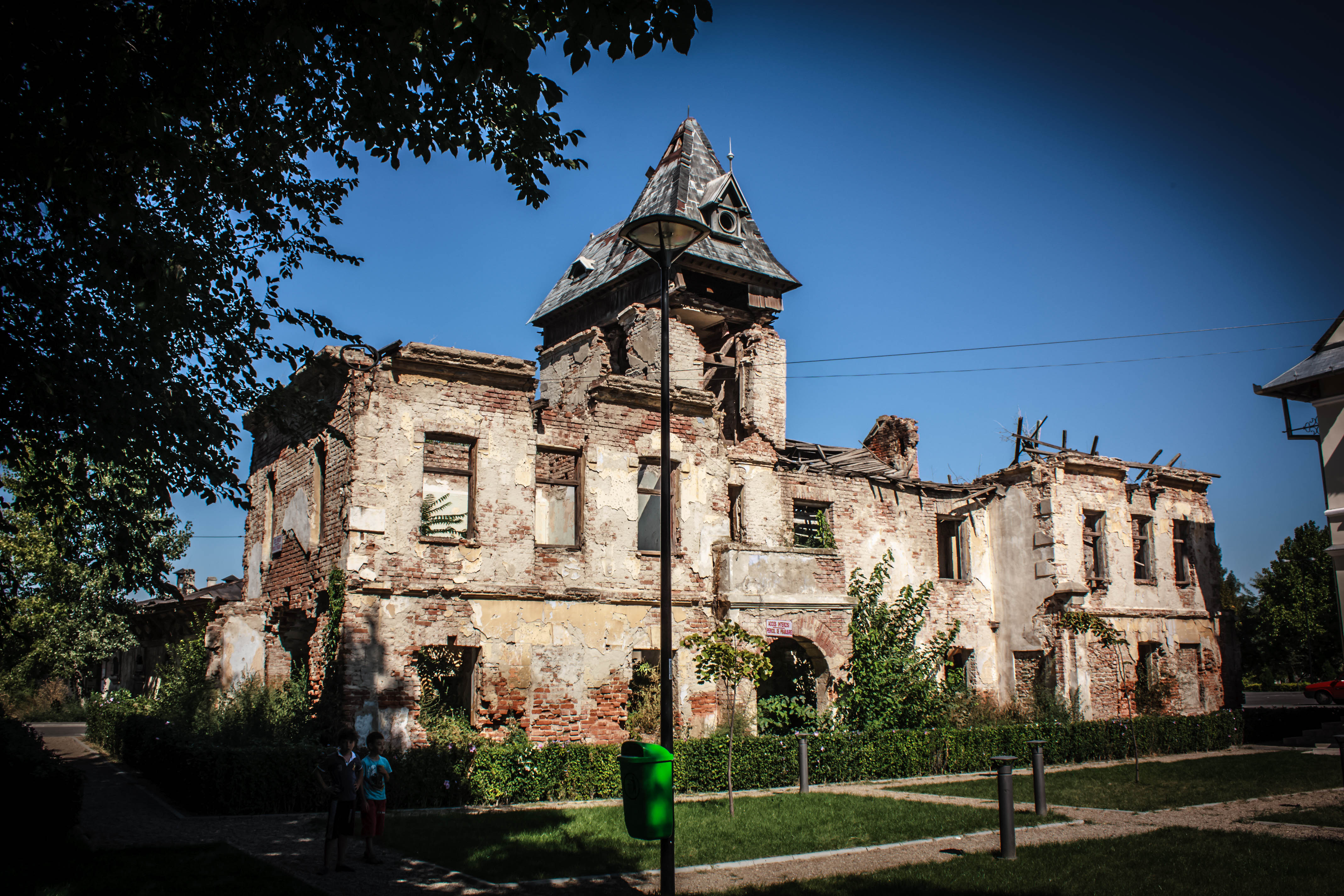
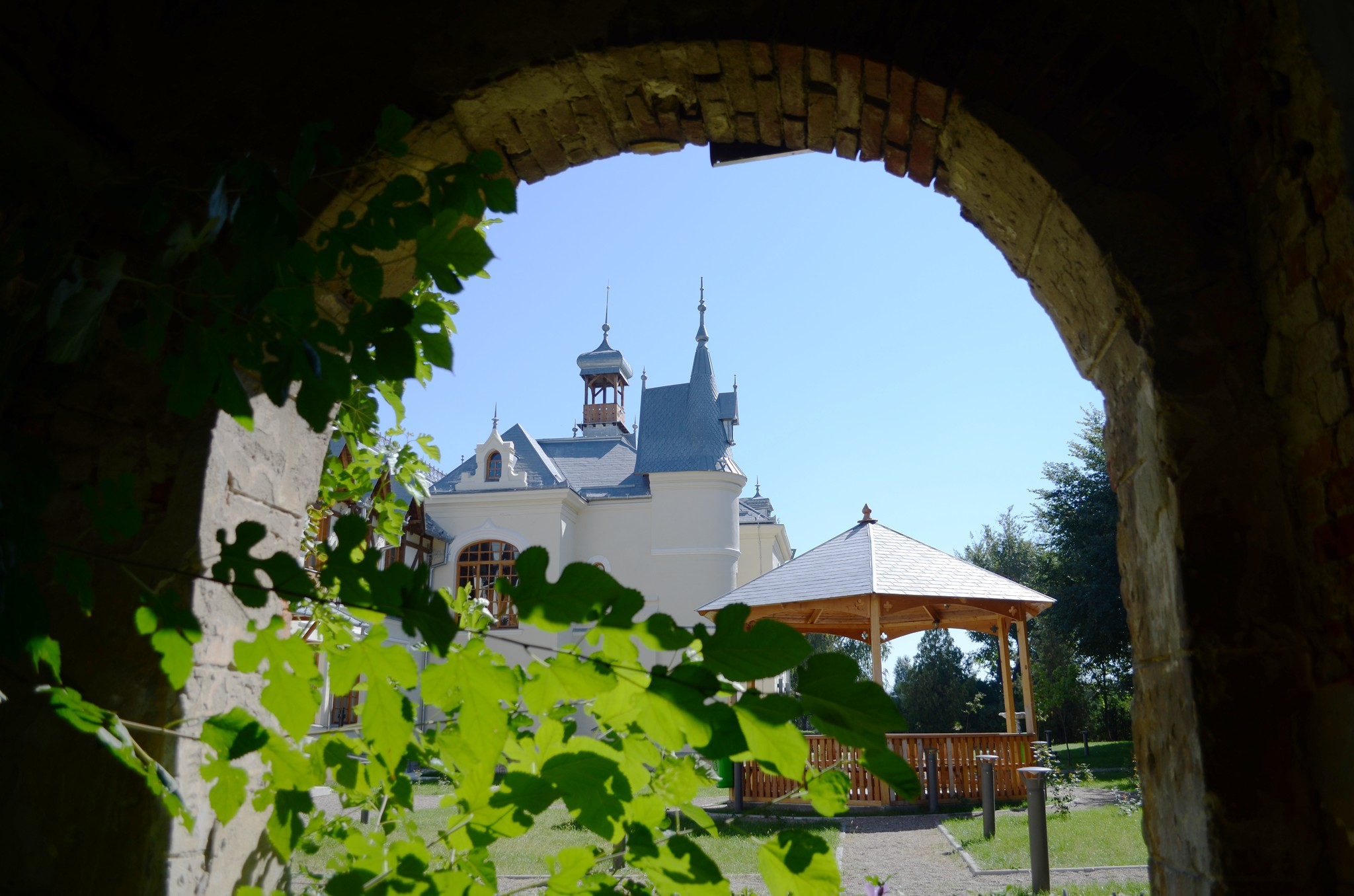